# Мирошниченко, Роман Максимович
Рома́н Максимович Мирошниче́нко — гитарист-виртуоз, играющий в стилях джаз-фьюжн и прог-рок, композитор, музыкальный продюсер. Четырёхкратный лауреат Independent Music Awards . Первый призёр конкурса Annual USA Songwriting Competition. Первый призёр International Songwriting Competition, Первый призёр Annual International Acoustic Music Awards. Трижды лауреат World Entertainment Awards. Номинант Josie Music Award в категории "Музыкант года". Золотая медаль Global Music Awards. Абсолютный победитель Film Music Contest 2023. Член The Recording Academy/GRAMMYs. Член Международного союза музыкальных деятелей. Участник гитарного рекорда Гиннесса. Руководитель международных проектов фестиваля Мир гитары.

## Биография

### Ранние годы
Роман Максимович по материнской линии происходит из семьи терских казаков, а также имеет прибалтийские и скандинавские корни. В 1977—1985 годах жил в Грозном, учился в средней школе № 46. В 1985 году семья переехала в Днепропетровск, где Роман учился в школе-лицее № 100, в классе с физико-математическим уклоном. На гитаре начал играть в 14 лет, находясь под сильным влиянием Джона Маклафлина, Пако Де Лусии, Ларри Корьелла и Эла Ди Меолы. В 1994—2000 годах работал в джазовом оркестре своего отца, одновременно с учёбой в ДНТУЖТ, который он окончил в 1999 году и входит в список известных выпускников, а затем поступил на 4-й курс МГУКИ.

### 2000-е
C 2002 года создав собственный проект RMProject, Роман Мирошниченко дебютировал с ним на международном фестивале "Tudengi Jazz" в Таллинне (Эстония), а затем много гастролировал по России, странам СНГ, Европе, Азии и США.
В сентябре 2005-го Роман Мирошниченко принял участие в программе знаменитого актера Пьера Ришара «Секстет Пьера Ришара и звезды российского джаза», где выступил с его сыновьями-джазистами, а сам актер был в роли конферансье концерта.
В 2009 году Роман Мирошниченко выпустил свой сольный альбом «Temptation» с участием двукратного обладателя латинской Грэмми Даниэля Фигейредо, Фрэнка Колона, бывшего саксофониста Manfred Mann Chapter Three Клайва Стивенса и Хенрика Андерсена. Сингл с альбома «Unforgiven» стал лауреатом ежегодной премии Independent Music Awards (IMA) в категории «World Traditional».

### 2010-е
В 2010 году альбом «Temptation» был номинирован на премию Independent Music Awards в категории «World Beat». В рецензии на альбом Ларри Корьелл заявил, что Мирошниченко удалось «с поразительной точностью охватить испанскую культуру».
В 2013 году Роман Мирошниченко выпустил свой следующий альбом под названием «Surreal», спродюсированный вместе с Даниэлем Фигейредо. В записи альбома принимали участие Ларри Корьелл, Доминик Ди Пьяцца, Марио Оливарес, Жоскин де Пре и аргентинский пианист Марио Пармисано. Сингл альбома «Desperation», записанный в дуэте с Пармисано, занял первое место на 18th USA Songwriting Competition.
В апреле 2013 года Hal Leonard Books (одно из крупнейших издательств США) выпустило энциклопедию «Великие джазовые гитаристы» Скотта Яноу (от Джанго Рейнхардта до Леса Пола, Джеффа Бека и далее) с информацией о Романе Мирошниченко.
В сентябре 2013 года на выставке «Музыка Москва» Мирошниченко вместе с Рудольфом Шенкером (Scorpions), Миком Боксом (Uriah Heep) и другими знаковыми фигурами вошел в состав интернационального жюри конкурса «Battle Of The Bands».
В апреле 2016 года Роман Мирошниченко сформировал «World Of Guitar Trio» с Хенриком Андерсеном и Хосе Антонио Родригесом. Их совместный альбом «Perfect Strangers» победил в номинации «Лучший инструментальный альбом» на 15-й ежегодной премии Independent Music Awards. Композиция «Moon over Tanjore» из этого альбома, победила в номинации «Best World Traditional Song», а композиция «Alien’s Dream» авторства Романа Мирошниченко завоевала номинацию в категории «Лучшая инструментальная композиция».
В конце 2016 года Роман Мирошниченко вошёл в состав жюри 16th Annual Independent Music Awards вместе с Томом Уэйтсом, Slayer, Sepultura и другими.
В апреле 2017 года Роман Мирошниченко вместе с бас-гитаристкой группы The Adrian Belew Power Trio Джули Слик, барабанщиком Фрэнка Заппы Морганом Огреном (Morgan Ågren) и канадским вокалистом, солистом мюзикла «Нотр-Дам де Пари» Мэттом Лораном стал участником проекта The Trip Show.
В октябре 2017 года Роман Мирошниченко выпустил новый альбом «Ascension» с участием обладателя Грэмми скрипача Чарли Бишарата, аргентинского пианиста Марио Пармисано, известных американских музыкантов, перкуссиониста Гумби Ортиза, барабанщика Луиса Алисеа и клавишника Арона Феррера, а также датского гитариста-виртуоза Хенрика Андерсена. Альбом вошёл в пятерку номинантов 16th Annual Independent Music Awards в категории «Лучший инструментальный альбом», а две композиции из «Ascension» стали финалистами конкурсов UK Songwriting Contest в Великобритании и USA Songwriting Competition.
Осенью 2018 года Роман Мирошниченко вошёл в состав жюри 17th Annual Independent Music Awards вместе с Томом Уэйтсом, Робертом Смитом, Пакито Д’Риверой, Ли Энн Вомак, Тоддом Рандгреном и другими. В конце 2018 года Роман записал партии гитары фламенко для альбома Фрэнка Колона «Latin Lounge».

### 2020-настоящее время
В 2020 году Роман Мирошниченко снова вошёл в состав жюри программы 18th Annual Independent Music Awards вместе с Томом Уэйтсом, Робертом Смитом, Джо Сатриани, Зигги Марли, The Cardigans, Миком Ральфсом, Робертой Флэк, Джоном Петруччи, Карлом Пальмером, Глорией Гейнор и другими.
В феврале 2020 года Роман Мирошниченко занял первое место на 16-й ежегодной международной премии International Acoustic Music Awards.
В апреле 2020 года Роман сотрудничал с пакистанским музыкальным продюсером Кашаном Адмани над проектом We Are One с участием Саймона Филипса, Стю Хэмма, Чарли Бишарата, Палаша Сена, Мэтта Лорана, Гумби Ортиса. В мае 2020 года он написал и спродюсировал сингл «IsoBoogie» в дуэте с Дженнифер Баттен.
В октябре 2020 года Роман Мирошниченко выпустил новый альбом «The Sixth Sense» с участием всемирно известных специальных гостей: Дженнифер Баттен, Чарли Бишарата, Банни Брюнеля, Пола Вертико, Гэри Хасбэнда, Доминика ДиПьяццы, Фрэнка Колона, Гумби Ортиса, Мэтта Лорана. Альбомная композиция «Bodhrán’s Magic» была номинирована на Hollywood Music in Media Awards, войдя в число номинантов наряду с Hans Zimmer, Alan Silvestri, Howard Shore, Брэнфорд Марсалис, Теренс Бланшар и другими. Сам альбом "The Sixth Sense" получил серебряную медаль Global Music Awards в категории "Лучший альбом". В декабре 2020 года тираж компакт-дисков «The Sixth Sense» было издан в Японии лейблом Gats.
В мае 2021 года Роман Мирошниченко вошёл в состав Большого жюри конкурса LIT Talent Awards.
В июле 2021 года Роман Мирошниченко выпустил совместный альбом с Хенриком Андерсеном «New Shapes» с участием всемирно известных специальных гостей: Трилока Гурту, Бикрама Гоша, Чарли Бишарата, Фрэнка Колона и Гумби Ортиса. Композиции альбома «Flying Dragon» и «Corona Funk» были номинированы в категориях «Инструментал» и «Джаз» премии Hollywood Music in Media Awards. Композиция «New Shapes» стала почётным лауреатом в категории «Инструментальная музыка» на 20-м ежегодном конкурсе "International Songwriting Competition". Целиком альбом завоевал серебряную медаль Global Music Awards в категории «Best World Fusion Album».
В конце октября 2021 года Роман Мирошниченко выпустил совместный альбом «Roman Miroshnichenko plays Daniel Figueiredo» с участием Санкт-Петербургского студийного оркестра и бразильского пианиста Раньери Оливейры. Альбом включил в себя десять треков, написанных двукратным обладателем латинской Грэмми Даниэлем Фигейредо и был выпущен ведущим бразильским лейблом MJC Music. «Plays Daniel Figueiredo» получил две серебряные медали Global Music Awards в категориях «Лучший альбом» и «Инструментальная музыка». Трек «Pianino» был номинирован в категории «Инструментальная» на премию Hollywood Music in Media Awards 2022.
В июне 2022 года Роман Мирошниченко стал членом Академии The Recording Academy/GRAMMYs).
В декабре 2022 года антология Романа «My Best Songs» завоевала золотую медаль Global Music Awards в категории «Лучший инструментальный альбом».
В мае 2023 года Роман Мирошниченко записал инструментальный сингл «Africa», с участием джазового гитариста Майка Стерна. Эта совместная запись обеспечила им победу  в категории "Best Jazz Award" на 28th USA Songwriting Competition . В этот же период гастролировал с виртуозом бас-гитары, дважды номинантом на «Грэмми» Банни Брюнелем в рамках совместного проекта "Fusion Holiday". Летом 2023 года Роман Мирошниченко закончил работу над записью очередного студийного альбома «Roman Miroshnichenko plays Stas Namin», в который вошли шесть спродюсированных, аранжированных и исполненных Романом композиций, созданных на основе музыки Стаса Намина. В записи альбома приняли участие специальные гости: Майк Стерн, Чарли Бишарат, Дженнифер Баттен, Доминик Ди Пьяцца, Хенрик Андерсен, Гумби Ортис, Фрэнк Колон, солисты Владимирского камерного струнного оркестра, солисты Театра музыки и драмы Стаса Намина. Шестой, заключительный трек «Centuria», записан с Лондонским симфоническим оркестром на студии Эбби-Роуд.

## Значимые выступления
В 2004 и 2005 г.г. выступал в России с гитаристом Элом Ди Меолой.
В июне 2011 года Роман Мирошниченко выступил перед 250-тысячной аудиторией на главной сцене фестиваля Сотворение мира, хедлайнерами которого были Джон Фогерти, Public Image Ltd и Gogol Bordello.
В 2012 году он гастролировал в составе джазового трио с внуком Астора Пьяццоллы аргентинским барабанщиком Даниэлем «Пипи» Пьяццоллой и бывшим бас-гитаристом трио Джона Маклафлина — Домиником Ди Пьяццей.
В 2014 году Стив Вай с рок-группой Романа Мирошниченко и симфоническим оркестром «Русская филармония» выступили в России. В следующем году был выпущен двойной DVD «Stillness in Motion: Vai Live in L.A.Stillness In Motion» с бонус-диском «The Space Between the Notes», в который вошли фрагменты репетиций и совместного выступления Стива с Романом Мирошниченко в рамках мирового турне «Story of Light».
В 2015 году на фестивале «Мир гитары» в России была представлена опера «Война и мир». Она был написана Ларри Корьеллом и исполнена им вместе с джазовым трио Романа Мирошниченко под аккомпанемент симфонического оркестра «Русская Филармония» и вокального октета Музыкальной академии Люблянского университета (Любляна, Словения).
В мае 2016 года Роман Мирошниченко вместе Элом Ди Меолой, Скоттом Хендерсоном, британской группой Status Quo и польскими музыкантами стал участником гитарного рекорда Гиннесса в рамках фестиваля «Thanks Jimi» во Вроцлаве.
В 2016 и 2017 гг. приглашался солистом в Симфонический оркестр Москвы «Русская филармония», приняв участие в ряде концертов на сцене Государственного Кремлевского Дворца.
В мае 2017 года на открытии фестиваля "Мир Гитары" была представлена последняя опера Ларри Корьелла по роману Льва Толстого «Анна Каренина» с участием Московского Симфонического оркестра вместе с Мирошниченко, сербским классическим гитаристом Ненадом Стефановичем и словенскими оперными солистами. Мировая премьера была посвящена Корьеллу, «крестному отцу фьюжн», скончавшемуся в Нью-Йорке в феврале того же года. По просьбе вдовы Корьелла, пожелавшей не отменять премьеру, опера была доработана и закончена Мирошниченко и Стефановичем после смерти Корьелла.
В феврале 2018 года совместным концертом с оркестром «Русская Филармония» Мирошниченко Р.М. отметил 25-летие творческой деятельности на сцене Светлановского зала Московского Международного Дома Музыки.
В мае 2018-го года Роман Мирошниченко гастролировал с Дженнифер Баттен — экс-гитаристкой Майкла Джексона, участвовавшей во всех его мировых турах.
В 2019 году Роман был одним из ведущих 17-й ежегодной церемонии IMA в Центре исполнительских искусств Symphony Space в Нью-Йорке. Также в этом году он гастролировал с джазовым барабанщиком Полом Уэртико, получившим признание как участник Pat Metheny Group, бывшим бас-гитаристом трио Джона Маклафлина — Домиником Ди Пьяццей и с трио бывшего бас-гитариста групп Whitesnake и Thin Lizzy Марко Мендосы (в качестве специального гостя).
В мае 2022 года, в рамках серии концертов по случаю 45-летия Романа, во время его осеннего тура был представлен совместный проект «Viva La Rock» с участием Марко Мендосы, Марио Пармисано и оркестра «Русская Филармония».
1 марта 2024 года в московском Крокус Сити холл выступил вместе c Марко Мендосой.
10 августа 2024 года, в качестве одного из хедлайнеров Роман Мирошниченко выступил на торжественной церемонии открытия официального празднования 1000-летия города Суздаль. На главной сцене он исполнил композицию, которую назвал ответом «странному празднику, который был на открытии Олимпийских игр»
14 февраля 2025 года Роман Мирошниченко представил масштабное гитарное шоу "Музыка в лицах" в концертном зале Национального центра «Россия». Один из номеров концертной программы был удостоен серебряной медали американской музыкальной премии "Global Music Awards". Награды удостоилась инструментальная композиция "Африка" в категории "Лучшее живое выступление".
8 апреля 2025 года, в КЦ при МИД РФ состоялась презентация международного фестиваля "Мир Гитары", в рамках которой амбассадор и руководитель международных проектов фестиваля Роман Мирошниченко исполнил со своей группой ряд авторских произведений. Мероприятие посетили глава МИД РФ Сергей Лавров, послы стран Южной Америки и Африки, а также знаменитый режиссер Эмир Кустурица.

## Признание
Музыкальные награды и премии:
| Год  | Конкурс                                 | Страна         | Категория                                  | Номинированная работа                   | Результат                       |
| ---- | --------------------------------------- | -------------- | ------------------------------------------ | --------------------------------------- | ------------------------------- |
| 2002 | «Viva La Fiesta Latina»                 | Россия         | «Лучший музыкальный коллектив»             | «Latino Guys»                           | Победа, 1-е место               |
| 2004 | «ДоДж»                                  | Украина        | «Лучший джазовый ансамбль»                 | Rush                                    | Победа, «Гран-При»              |
| 2004 | «ДоДж»                                  | Украина        | «Гитара»                                   | Rush                                    | Победа, «1-е место»             |
| 2008 | Top4Top Music Video Contest             | Россия         | «The best live performance»                | «Polovtsian Dance»                      | Победа, «Гран-При»              |
| 2010 | The Independent Music Awards            | США            | «The Best World Traditional Song»          | «Unforgiven»                            | Победа                          |
| 2010 | The Independent Music Awards            | США            | «People VOX POP Choice»                    | «Unforgiven»                            | Победа                          |
| 2011 | The Independent Music Awards            | США            | «The Best World Beat album»                | «Temptation»                            | Номинация                       |
| 2013 | USA Songwriting Competition             | США            | «Instrumental»                             | «Desperation»                           | Победа                          |
| 2014 | International Acoustic Music Awards     | США            | «Instrumental»                             | «Forgotten Melody»                      | Номинация, Финалист             |
| 2014 | International Songwriting Competition   | США            | «Instrumental»                             | «Forgotten Melody»                      | Победа, Honorable Mention Prize |
| 2016 | The UK Songwriting Contest              | Великобритания | «Instrumental»                             | «Desperation»                           | Номинация, Финалист             |
| 2016 | The Independent Music Awards            | США            | «The Best World Traditional Song»          | «Moon Over Tanjore»                     | Победа                          |
| 2016 | The Independent Music Awards            | США            | «The Best Instrumental Song»               | «Alien’s Dream»                         | Номинация                       |
| 2016 | The Independent Music Awards            | США            | «The Best Instrumental Album»              | «Perfect Stangers»                      | Победа                          |
| 2017 | USA Songwriting Competition             | США            | «Instrumental»                             | «Bootman Badroomba»                     | Номинация, Финалист             |
| 2017 | The UK Songwriting Contest              | Великобритания | «Instrumental»                             | «Adios Amigo»                           | Номинация, Финалист             |
| 2018 | The Independent Music Awards            | США            | «The Best Instrumental Album»              | «Ascension»                             | Номинация                       |
| 2018 | The UK Songwriting Contest              | Великобритания | «Instrumental»                             | «Song For Godfather Of Fusion»          | Номинация, Финалист             |
| 2018 | USA Songwriting Competition             | США            | «Jazz»                                     | «Ascension»                             | Номинация, Финалист             |
| 2019 | The Independent Music Awards            | США            | «The Best World Traditional Song»          | «Song For Godfather Of Fusion»          | Номинация                       |
| 2019 | Unsigned Only                           | США            | «Instrumental»                             | «Alien’s Electrik Dream»                | Победа, Honorable Mention Award |
| 2019 | USA Songwriting Competition             | США            | «Instrumental»                             | «Song For Godfather Of Fusion»          | Номинация, Финалист             |
| 2020 | International Acoustic Music Awards     | США            | «Instrumental»                             | «Ostrov»                                | Победа                          |
| 2020 | Unsigned Only                           | США            | «Instrumental»                             | «Song For Godfather Of Fusion»          | Победа, Honorable Mention Award |
| 2020 | The Independent Music Awards            | США            | «The Best Compilation Album»               | «Top 10 Songs of 10 Years (Anthology)»  | Номинация                       |
| 2020 | USA Songwriting Competition             | США            | «Instrumental»                             | «Alien’s Electrik Dream»                | Номинация, Финалист             |
| 2020 | Hollywood Music in Media Awards         | США            | «Best Contemporary Classical/Instrumental» | «Bodhrán’s Magic»                       | Номинация                       |
| 2020 | Global Music Awards                     | США            | «Best Album»                               | «The Sixth Sense»                       | Победа, Серебряная медаль       |
| 2021 | Global Music Awards                     | США            | «Best World Fusion Album»                  | «New Shapes»                            | Победа, Серебряная медаль       |
| 2021 | Global Music Awards                     | США            | «Best World Music Composition»             | «New Shapes»                            | Победа, Серебряная медаль       |
| 2021 | Unsigned Only                           | США            | «Instrumental»                             | «Bodhrán’s Magic»                       | Победа, Honorable Mention Award |
| 2021 | Hollywood Music in Media Awards         | США            | «Best Contemporary Classical/Instrumental» | «Flying Dragon»                         | Номинация                       |
| 2021 | Hollywood Music in Media Awards         | США            | «Jazz»                                     | «Corona Funk»                           | Номинация                       |
| 2021 | USA Songwriting Competition             | США            | «Instrumental»                             | «Bodhrán’s Magic»                       | Номинация, Финалист             |
| 2022 | Global Music Awards                     | США            | «Best Album»                               | «Plays Figueiredo»                      | Победа, Серебряная медаль       |
| 2022 | Global Music Awards                     | США            | «Best Instrumental»                        | «Plays Figueiredo»                      | Победа, Серебряная медаль       |
| 2022 | International Acoustic Music Awards     | США            | «Instrumental»                             | «New Shapes»                            | Номинация, Финалист             |
| 2022 | International Acoustic Music Awards     | США            | «Instrumental»                             | «Bodhrán’s Magic»                       | Номинация, Финалист             |
| 2022 | International Songwriting Competition   | США            | «Instrumental»                             | «New Shapes»                            | Победа, Honorable Mention Prize |
| 2022 | Hollywood Music in Media Awards         | США            | «Instrumental»                             | «Pianino»                               | Номинация                       |
| 2022 | USA Songwriting Competition             | США            | «Jazz»                                     | «Fusion Holidays»                       | Номинация, Финалист             |
| 2022 | USA Songwriting Competition             | США            | «World Music»                              | «Flying Dragon»                         | Номинация, Финалист             |
| 2022 | The UK Songwriting Contest              | Великобритания | «Instrumental»                             | «Pianino»                               | Номинация, Финалист             |
| 2022 | Global Music Awards                     | США            | Instrumental Album                         | "My Best Songs"                         | Победа, Золотая медаль          |
| 2023 | International Acoustic Music Awards     | США            | «Instrumental»                             | «Salvador»                              | Номинация, Финалист             |
| 2023 | Global Music Awards                     | США            | «Best Instrumental»                        | «Fusion Raga»                           | Победа, Серебряная медаль       |
| 2023 | Global Music Awards                     | США            | «Best Producer»                            | «Fusion Raga»                           | Победа, Серебряная медаль       |
| 2023 | Global Music Awards                     | США            | «Best Instrumentalist»                     | «Roman Miroshnichenko plays Stas Namin» | Победа, Серебряная медаль       |
| 2023 | Global Music Awards                     | США            | «Best Producer»                            | «Roman Miroshnichenko plays Stas Namin» | Победа, Серебряная медаль       |
| 2023 | Prague International Music Video Awards | Чехия          | Best Experimental Music Video              | "Roller Coasters"                       | Номинация                       |
| 2023 | Hollywood Independent Music Awards      | США            | «Best Mixing/Engineering»                  | "Revolt"                                | Номинация                       |
| 2023 | Hollywood Independent Music Awards      | США            | «Best Album»                               | "My Best Songs"                         | Номинация                       |
| 2023 | Rome Music Video Awards                 | Италия         | «Best Mobile Music Video»                  | "Roller Coasters"                       | Победа                          |
| 2023 | International Music Video Awards        | Венгрия        | «Best Mobile Music Video»                  | "Roller Coasters"                       | Победа                          |
| 2023 | Global Music Awards                     | США            | «Best Live Performance»                    | «Frevo»                                 | Победа, Серебряная медаль       |
| 2023 | Film Music Contest                      | Словакия       | «Instrumental»                             | «Bodhrán's Magic»                       | Победа                          |
| 2023 | The UK Songwriting Contest              | Великобритания | «Instrumental»                             | «Bodhrán's Magic»                       | Номинация, Финалист             |
| 2023 | USA Songwriting Competition             | США            | «Instrumental»                             | «Bodhrán's Magic»                       | Номинация, Финалист             |
| 2023 | USA Songwriting Competition             | США            | «Jazz»                                     | «Africa»                                | Победа                          |
| 2024 | International Acoustic Music Awards     | США            | «Instrumental»                             | «Oitava»                                | Номинация, Финалист             |
| 2024 | World Entertainment Awards              | США            | «Best Instrumental Album»                  | «My Best Songs»                         | Победа                          |
| 2024 | International Songwriting Competition   | США            | «Instrumental»                             | «Bodhrán's Magic»                       | Победа, 1-е место               |
| 2024 | Josie Music Awards                      | США            | Музыкант года                              | Гитара                                  | Номинация                       |
| 2024 | Global Music Awards                     | США            | «Best World Music Album»                   | «Almanac»                               | Победа, Серебряная медаль       |
| 2024 | USA Songwriting Competition             | США            | «Instrumental»                             | «Ostrov»                                | Номинация, Финалист             |
| 2025 | World Entertainment Awards              | США            | «Best Instrumental Album»                  | «Almanac»                               | Победа                          |
| 2025 | World Entertainment Awards              | США            | «Best Jazz Solo Performance»               | «Flying Dragon»                         | Победа                          |
| 2025 | Global Music Awards                     | США            | «Best Live Performance»                    | «Africa»                                | Победа, Серебряная медаль       |
| 2025 | Josie Music Awards                      | США            | Музыкант года                              | Гитара                                  | Номинация                       |

Государственные награды:
- Медаль ордена «За заслуги перед Отечеством» II степени (14 сентября 2022 года) — за большой вклад в развитие отечественной культуры и искусства, многолетнюю плодотворную деятельность[76].

Ведомственные награды:
- Медаль «95 лет экспертно-криминалистической службе МВД России», 2015 г.
- Почётная грамота Общественной палаты ЦФО РФ «За успешную организацию и проведение Международного фестиваля „Мир Гитары“», 2016 г.
- Благодарственное письмо Минкультуры России. «За организацию и проведение Международного музыкального фестиваля „Мир Гитары“ и значительный вклад в развитие культуры», 2022 г.

Региональные награды:
- Благодарность Губернатора Калужской области А. Д. Артамонова за большой личный вклад в развитие и продвижение фестиваля «Мир Гитары», 2017 г.
- Почётная грамота от Министерства культуры и туризма Калужской области за значительный вклад в развитие и продвижение Международного музыкального фестиваля «Мир Гитары», 2017 г.
- Заслуженный работник культуры Калужской области. «За высокое профессиональное мастерство и добросовестный труд, способствующий развитию Калужской области», 2019 г.[77].
- Наградные часы от губернатора Калужской области В. В. Шапши, 2021 г.
- Почетная грамота от Министерства культуры, печати и по делам национальностей Республики Марий Эл, 2024 г.
- Благодарственное письмо Губернатора Калужской области В.В. Шапши "За лучшую концертную программу в рамах Международной выставки-форума «Россия », 2024 г.

Муниципальные награды:
- Благодарственное письмо Главы города Ковров. 2022 г.
- Благодарственное письмо Главы города Гусь-Хрустальный. «За высочайший профессионализм, укрепление международных творческих связей, способствующих развитию художественного образования города Гусь-Хрустальный», 2023 г.

Другие награды, поощрения и общественное признание:
- Диплом имени Юрия Гагарина за подписью начальника ЦПК имени Ю. Гагарина, лётчика-космонавта, Героя Советского Союза и РФ С. К. Крикалёва «За большую совместную работу в области агитации и пропаганды достижений отечественной пилотируемой космонавтики, поддержание звёздных традиций, патриотическое воспитание подрастающего поколения»[78]. 2011 г.
- Памятная медаль «За заслуги перед городом» (Днепропетровск), 2013 г.
- Благодарственное письмо посла Аргентины Эдуардо А. Зуаина «За вклад в популяризацию музыки Астора Пьяццоллы и поддерживание культурных мостов», 2022 г.[79]
- Почётная грамота в знак признания значительного вклада в деятельность Ассоциации Международных Наград (International Awards Associate), 2022 г.[80]
- Культурно-просветительский проект Романа Мирошниченко «Эволюция» включен в официальный реестр значимых федеральных и региональных достижений страны "Россия - страна достижений", 2023 г.[81]
- Награда Калужской области от Администрации президента России за лучшую концертную программу "Звезды Мира Гитары", срежиссированную руководителем международных проектов фестиваля «Мир Гитары» Романом Мирошниченко и представленную на ВДНХ в рамках международной выставки-форума «Россия». 2024 г.[82].

## Избранная дискография
| Год  | Название                                                 | Автор/Тип проекта                                                               | Примечания | Лейбл                       |
| ---- | -------------------------------------------------------- | ------------------------------------------------------------------------------- | --- | --------------------------- |
| 2002 | «Instrumental Collection», CD                            | Сборник лучших российских гитаристов                                            | Издание журнала Music Box. С композицией «Fantasy&Emotions» | JRC                         |
| 2005 | The Infinity, CD                                         | Роман Мирошниченко                                                              | | Self produced               |
| 2007 | Festival Ethnosphere Live vol.2, DVD                     | Сборник                                                                         | С композицией «Stairway» | Этносфера                   |
| 2007 | RMProject «Live Jazz Town», DVD                          | Роман Мирошниченко                                                              | | Русские регионы             |
| 2007 | «Together», CD                                           | Роман Мирошниченко. Совместный альбом с Bril Bros                               | При участии Владимира Преснякова (старшего), Сергея Мазаева, Игоря Бутмана, Игоря Бриля, Саскии Лару, Яна Хайнке | Мелодия                     |
| 2009 | «Temptation», CD \| \| \| \|                             | Роман Мирошниченко                                                              | Номинация IMA «Альбом Года» | 7Jazz, Germany              |
| 2010 | «Quasipsychedelic», CD                                   | Роман Мирошниченко                                                              | Сингл «Eastern Etude» — полуфиналист ISC | 7Jazz, Germany              |
| 2011 | «The Best Of. GuitaROMANtic», CD                         | Сборник лучших композиций                                                       | | «Газпром экспо»             |
| 2012 | «Poetic: Jazz Theater», CD                               | Gariman Volnov                                                                  | При участии Марко Мендосы, Ларри Корьелла, Романа Мирошниченко, Игоря Бутмана, Джоэла Тейлора, Марио Пармисано, Джоуи Эредиа, Ренато Нето | Indie                       |
| 2013 | «Surreal», CD                                            | Роман Мирошниченко                                                              | Трек «Desperation» — победитель USASC 2013. Трек «Forgotten Melody» — финалист IAMA 2014 | 7Jazz, Germany              |
| 2013 | «One Eye On the Highway», CD                             | Elizabeth MacInnis                                                              | Как спец. гость в треке № 9 «Only kidding» | K&B                         |
| 2013 | «All Your Life», CD                                      | Al Di Meola                                                                     | В качестве автора фото для оформления обложки альбома | Veliene                     |
| 2014 | «NEW MUSIC NOW. Vol.11»                                  | Сборник композиций победителей 18th USASC                                       | Трек «Desperation» | USASC                       |
| 2014 | «PAN GLOBAL ELECTRO LOUNGE. VOL.2»                       | Сборник                                                                         | При участии Джона Аберкромби, Ральфа Таунера, Романа Мирошниченко, Клайва Стивенса, Майкла Карвина, Дэйва Джонсона, Рауля Рамиреса, Роя Венкатарамана. | PLANET 8 RECORDS            |
| 2014 | «Bridges: A Musical Journey»                             | Igor Ledermann                                                                  | Международный проект. Партии гитар к треку «Tigris» | Indie                       |
| 2015 | «Stillness in Motion — The Space Between The Notes», DVD | Steve Vai                                                                       | Эпизоды репетиций и концерта Стива Вая с группой Романа Мирошниченко | SME                         |
| 2015 | World Of Guitar Trio. «Perfect Strangers», CD            | Henrik Andersen, Jose Antonio Rodriguez and Roman Miroshnichenko                | Совместный проект. Лауреат двух номинаций The 15th Annual Independent Music Awards. | Indie                       |
| 2016 | Radio Nostalgia II. Vinyl+CD                             | Mario Olivares                                                                  | В качестве специального гостя | Track Star                  |
| 2017 | «Ascension», CD                                          | Roman Miroshnichenko                                                            | Номинация 16th Annual Independent Music Awards в категории «The Best Instrumental Album», композиция «Adios Amigo» — финалист UK Songwriting Contest(2017), композиция «Bootman Badroomba» — финалист 22nd USA Songwriting Competition.                     | Indie                       |
| 2019 | «Latin Lounge», CD                                       | Frank Colon                                                                     | В качестве специального гостя | Indie                       |
| 2020 | «Top 10 Songs Of 10 Years», Digital                      | Roman Miroshnichenko                                                            | Сборник авторских композиций, отмеченных наградами зарубежных музыкальных премий и конкурсов, записанных Романом Мирошниченко в 2009—2019 годах. Номинация The Independent Music Awards в категории «Best Compilation Album».                               | Indie                       |
| 2020 | «We Are One», single                                     | Кашан Адмани                                                                    | Международный проект c участием Саймона Филипса, Палаша Сена, Стю Хэмма, Романа Мирошниченко & Co. | «Dream Station Productions» |
| 2020 | «IsoBoogie», single (digital)                            | Jennifer Batten & Roman Miroshnichenko                                          | Авторская композиция Романа Мирошниченко, записанная с участием «Королевы гитары» Дженнифер Баттен. | Indie                       |
| 2020 | «New Acoustic Music», CD                                 | Альмом-сборник лауреатов премии 16th Annaul International Acoustic Music Awards | При участии Джейсона Мраза, Романа Мирошниченко, Ellis Paul Music and More и других | IAMA                        |
| 2020 | «The Sixth Sense», CD                                    | Roman Miroshnichenko                                                            | Композиция из альбома «Bodhran’s Magic» получила номинацию на 11th Hollywood Music In Media Awards в категории «Instrumental». Альбом завоевал серебряную медаль конкурса Global Music Awards                                                               | Indie                       |
| 2021 | «New Shapes», CD                                         | Roman Miroshnichenko & Henrik Andersen                                          | В записи приняли участие специальные гости: виртуозный скрипач, лауреат «Грэмми» Чарли Бишарат и лучшие перкуссионисты планеты: Трилок Гурту (Джон Маклафлин), Бикрем Гош (Джордж Харрисон), Фрэнк Колон («Манхэттен Трансфер»), Гумби Ортис (Эл Ди Меола). | Indie                       |
| 2021 | «Plays Daniel Figueiredo», CD                            | Roman Miroshnichenko & St. Petersburg Studio Orchestra                          | В альбом вошли 10 треков, совместно спродюсированых с двукратным обладателем премии «Latin Grammy» Даниэлем Фигейреду. | MJC                         |
| 2022 | «Fusion Holidays», single (digital)                      | CAB                                                                             | Cингл международного проекта CAB виртуоза бас-гитары Банни Брюнеля c участием Романа Мирошниченко, Вирджила Донати, Махеша Баласурии и Кайлин Пиплс. | NIKAIA Records              |
| 2022 | «My Best Songs», Digital                                 | Roman Miroshnichenko                                                            | Сборник | Indie                       |
| 2023 | «Roman Miroshnichenko plays Stas Namin». CD, LP          | Roman Miroshnichenko                                                            | Совместно спродюсированный со Стасом Намином альбом при участии группы Романа Мирошниченко и специальных гостей: Майка Стерна, Дженнифер Баттен, Лондонского симфонического оркестра, Дживана Гаспаряна (архивные треки) и других.                          | SNC                         |
| 2024 | «Almanac». Digital                                       | Roman Miroshnichenko                                                            | В альбом вошли новинки и ремейки оригинальных, отмеченных музыкальными наградами композиций Романа Мирошниченко | Xpand Music                 |
| 2024 | «Snowlight». Digital                                     | Roman Miroshnichenko, feat. Anastasia Zakharova and Polina Chernova             | Сингл | Xpand Music                 |
|      |                                                          |                                                                                 | |                             |
|      |                                                          |                                                                                 | |                             |

## Фильмография
| Год  | Название                 | Тип проекта            | Режиссёр                        | Роль                                                       | Примечания |
| ---- | ------------------------ | ---------------------- | ------------------------------- | ---------------------------------------------------------- | --- |
| 2004 | «Каменская III»          | Телесериал             | Юрий Мороз                      | Запись гитары к саундтреку                                 | |
| 2006 | «Туристы»                | Телесериал             | Андрей Гриневич                 | Запись гитары к саундтреку                                 | |
| 2006 | Валерий Свистунов        | Документальный фильм   | Russia Today                    | Интервью в эпизоде фильма о гитарном мастере В. Свистунове | |
| 2007 | «Русская Игра»           | Полнометражный фильм   | П. Чухрай                       | Запись гитары к саундтреку                                 | |
| 2008 | «Непрощённые»            | Полнометражный фильм   | Клим Шипенко                    | Запись гитары, соавтор одной из композиций саундтрека.     | Специальный приз жюри кинофорума «Амурская Осень 2009» |
| 2008 | «Апельсиновый сок»       | Полнометражный фильм   | Андрей Прошкин                  | Съёмка в эпизоде картины                                   | В гл. ролях И. Дапкунайте, Андрей Панин. Гран-при VIII Московского фестиваля «Московская премьера» за лучший полнометражный игровой фильм |
| 2008 | «Две Сестры II»          | Телесериал             | Олег Массарыгин                 | Эпизодическая роль                                         | |
| 2008 | «Истории в Деталях»      | Телепередача           | Иван Коновальцев                | Творческий портрет                                         | Телеэфир на канале «СТС» |
| 2008 | «Ribeirão do tempo»      | Телесериал (Бразилия)  | Едгард Миранда (Edgard Miranda) | Запись гитары для саундтрека                               | |
| 2010 | «Приливы туда-сюда»      | Анимационный фильм     | Иван Максимов                   | Запись гитары для саундтрека                               | Отобран в конкурсную программу Generation Kplus кинофестиваля «Berlinale 2011», специальный приз XVIII Международного фестиваля анимационных фильмов «Крок». |
| 2011 | «Canto De Pilon»         | Видеоклип              | Сергей Максимов                 | Роль уличного музыканта                                    | |
| 2011 | «Время и место»          | Телепередача           | Ирина Росс                      | Творческий портрет                                         | Запись телеэфира на канале «Парк Развлечений» |
| 2013 | «Сны учителя музыки»     | Фильм в жанре Арт-хаус | Евгений Горин                   | Роль самого себя                                           | Специальный приз председателя жюри Марлена Хуциева на VIII Международном фестивале авторского кино BIAFF в Батуми (Грузия). В основе фильма фестиваль «Мир Гитары». Калуга, Россия. В фильме снимались всемирно известные музыканты: Доминик Миллер, Тони Левин, Хуан Мануэль Канисарес, Даниэль Пьяццолла, Доминик Ди Пьяцца, Эдриан Белью и другие. |
| 2018 | «Alien’s Electrik Dream» | Видеоклип              | Сергей Максимов                 | Гитарист                                                   | |
| 2020 | «We Are One»             | Видеоклип              | Кашан Адмани                    | Специальный гость-солист                                   | Музыкальное видео с участием Саймона Филипса, Палаша Сена, Стю Хэмма, Романа Мирошниченко & Co. |
| 2011 | «Russian Mountains»      | Видеоклип              | Роман Мирошниченко              | Гитарист                                                   | Музыкальное видео на ремикс одноименного трека с альбома «New Shapes» |
| 2021 | «Фокус»                  | Анимационный фильм     | Анна Мирошниченко               | Композитор и исполнитель саундтрека                        | |

## Отражение в культуре
Мирошниченко стал прототипом главного героя романа петербургского писателя Дмитрия Миропольского «Ундецима», предоставив ряд историй, основанных на реальных событиях из его гастрольной жизни.
Петербургский художник Макс Ляпунов включил созданный им портрет Романа Мирошниченко в коллекцию звёздных портретов, заверенных автографами самих звёзд. Среди персонажей картин — Пол Маккартни, Элтон Джон, Deep Purple, Black Sabbath, Rolling Stones, Джон Маклафлин.
В 2010 и 2011 годах Роман Мирошниченко был моделью для показов дизайнера Елены Теплицкой, проходивших в рамках недели моды в Москве Volvo Fashion Week.

## Отзывы о творчестве
Стас Намин в пресс-центре «Известия» в феврале 2024 года заявил: «Помимо того, что Роман Мирошниченко аранжировщик и композитор, кроме этого он еще и уникальный лидер-гитарист. Я не видел круче гитаристов, честно говоря!».
Народный артист РФ Даниил Крамер на фестивале в Муроме в июле 2024 года заявил: «Я не знаю, есть ли еще у нас в стране не то что гитарист - музыкант с таким количеством зарубежных премий!»
Генеральный директор Национального центра «Россия» Наталья Виртуозова заявила: «Роман Мирошниченко — это уникальный российский исполнитель, которым мы можем гордиться, о котором знает весь мир!»